# Reformhaus
 (janvier 2023).
Si vous disposez d'ouvrages ou d'articles de référence ou si vous connaissez des sites web de qualité traitant du thème abordé ici, merci de compléter l'article en donnant les références utiles à sa vérifiabilité et en les liant à la section « Notes et références ».

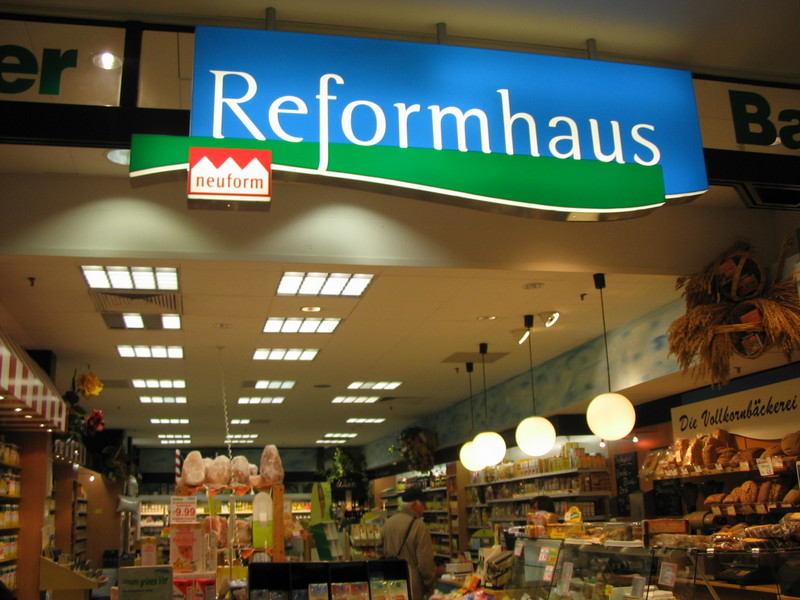
un Reformhaus en Allemagne

Un Reformhaus (pluriel Reformhäuser) est un type de commerce inspiré par les principes de la Lebensreform. Présents principalement en Autriche et en Allemagne, ces commerces proposent des articles de droguerie et d'alimentation « naturels », souvent issus de l'agriculture biologique. 
Un Reformhaus se distingue d'un supermarché « bio » par un choix plus limité de denrées alimentaires et une offre plus importante de compléments alimentaires et de remèdes inspirés par les médecines non conventionnelles (plantes médicinales).
La plupart des Reformhäuser allemands se sont regroupés en 1927 dans une coopérative, la «neuform Vereinigung Deutscher Reformhäuser e.G.» qui détient la marque « Reformhaus ». Il est donc maintenant nécessaire d'adhérer à cette association et de suivre ses formations pour utiliser ce nom.